# Alagilawad, Shirhatti
Alagilawad là một làng thuộc tehsil Shirhatti, huyện Gadag, bang Karnataka, Ấn Độ.